# 2010년 FIFA 월드컵 일정
다음은 2010년 FIFA 월드컵 경기 일정 목록이다.
모든 시간은 남아프리카 표준시(UTC+02) 기준이다.
| 날짜            | 시간                 | 장소                 | 대회                  | 팀 1                   | 결과                  | 팀 2                   |
| 6월 10일 목요일 | 예비 이벤트          | 예비 이벤트          | 예비 이벤트           | 예비 이벤트            | 예비 이벤트           | 예비 이벤트            |
| --------------- | -------------------- | -------------------- | --------------------- | ---------------------- | --------------------- | ---------------------- |
| 6월 10일 목요일 | 20:00                | 소웨토               | FIFA 개막 기념 콘서트 | FIFA 개막 기념 콘서트  | FIFA 개막 기념 콘서트 | FIFA 개막 기념 콘서트  |
| 6월 11일 금요일 | 14:00                | 요하네스버그 (SC)    | 개막식                | 개막식                 | 개막식                | 개막식                 |
| 6월 11일 금요일 | 조별 예선 경기 1차전 |                      |                       |                        |                       |                        |
| 6월 11일 금요일 | 16:00                | 요하네스버그 (SC)    | A조                   | 남아프리카 공화국      | 1 - 1                 | 멕시코                 |
| 6월 11일 금요일 | 20:30                | 케이프타운           | A조                   | 우루과이               | 0 - 0                 | 프랑스                 |
| 6월 12일 토요일 | 13:30                | 포트엘리자베스       | B조                   | 대한민국               | 2 - 0                 | 그리스                 |
| 6월 12일 토요일 | 16:00                | 요하네스버그 (EP)    | B조                   | 아르헨티나             | 1 - 0                 | 나이지리아             |
| 6월 12일 토요일 | 20:30                | 루스텐버그           | C조                   | 잉글랜드               | 1 - 1                 | 미국                   |
| 6월 13일 일요일 | 13:30                | 폴로콰네             | C조                   | 알제리                 | 0 - 1                 | 슬로베니아             |
| 6월 13일 일요일 | 16:00                | 프리토리아           | D조                   | 세르비아               | 0 - 1                 | 가나                   |
| 6월 13일 일요일 | 20:30                | 더반                 | D조                   | 독일                   | 4 - 0                 | 오스트레일리아         |
| 6월 14일 월요일 | 13:30                | 요하네스버그 (SC)    | E조                   | 네덜란드               | 2 - 0                 | 덴마크                 |
| 6월 14일 월요일 | 16:00                | 블룸폰테인           | E조                   | 일본                   | 1 - 0                 | 카메룬                 |
| 6월 14일 월요일 | 20:30                | 케이프타운           | F조                   | 이탈리아               | 1 - 1                 | 파라과이               |
| 6월 15일 화요일 | 13:30                | 루스텐버그           | F조                   | 뉴질랜드               | 1 - 1                 | 슬로바키아             |
| 6월 15일 화요일 | 16:00                | 포트엘리자베스       | G조                   | 코트디부아르           | 0 - 0                 | 포르투갈               |
| 6월 15일 화요일 | 20:30                | 요하네스버그 (EP)    | G조                   | 브라질                 | 3 - 1                 | 조선민주주의인민공화국 |
| 6월 16일 수요일 | 13:30                | 넬스프루트           | H조                   | 온두라스               | 0 - 1                 | 칠레                   |
| 6월 16일 수요일 | 16:00                | 더반                 | H조                   | 스페인                 | 3 - 1                 | 스위스                 |
| 6월 16일 수요일 | 조별 예선 경기 2차전 |                      |                       |                        |                       |                        |
| 6월 16일 수요일 | 20:30                | 프리토리아           | A조                   | 남아프리카 공화국      | 0 - 3                 | 우루과이               |
| 6월 17일 목요일 | 13:30                | 요하네스버그 (SC)    | B조                   | 아르헨티나             | 4 - 1                 | 대한민국               |
| 6월 17일 목요일 | 16:00                | 블룸폰테인           | B조                   | 그리스                 | 2 - 1                 | 나이지리아             |
| 6월 17일 목요일 | 20:30                | 폴로콰네             | A조                   | 프랑스                 | 0 - 2                 | 멕시코                 |
| 6월 18일 금요일 | 13:30                | 포트엘리자베스       | D조                   | 독일                   | 0 - 1                 | 세르비아               |
| 6월 18일 금요일 | 16:00                | 요하네스버그 (EP)    | C조                   | 슬로베니아             | 2 - 2                 | 미국                   |
| 6월 18일 금요일 | 20:30                | 케이프타운           | C조                   | 잉글랜드               | 0 - 0                 | 알제리                 |
| 6월 19일 토요일 | 13:30                | 더반                 | E조                   | 네덜란드               | 1 - 0                 | 일본                   |
| 6월 19일 토요일 | 16:00                | 루스텐버그           | D조                   | 가나                   | 1 - 1                 | 오스트레일리아         |
| 6월 19일 토요일 | 20:30                | 프리토리아           | E조                   | 카메룬                 | 1 - 2                 | 덴마크                 |
| 6월 20일 일요일 | 13:30                | 블룸폰테인           | F조                   | 슬로바키아             | 0 - 2                 | 파라과이               |
| 6월 20일 일요일 | 16:00                | 넬스프루트           | F조                   | 이탈리아               | 1 - 1                 | 뉴질랜드               |
| 6월 20일 일요일 | 20:30                | 요하네스버그 (SC)    | G조                   | 브라질                 | 3 - 1                 | 코트디부아르           |
| 6월 21일 월요일 | 13:30                | 케이프타운           | G조                   | 포르투갈               | 7 - 0                 | 조선민주주의인민공화국 |
| 6월 21일 월요일 | 16:00                | 포트엘리자베스       | H조                   | 칠레                   | 1 - 0                 | 스위스                 |
| 6월 21일 월요일 | 20:30                | 요하네스버그 (EP)    | H조                   | 스페인                 | 3 - 0                 | 온두라스               |
| 6월 22일 화요일 | 조별 예선 경기 3차전 | 조별 예선 경기 3차전 | 조별 예선 경기 3차전  | 조별 예선 경기 3차전   | 조별 예선 경기 3차전  | 조별 예선 경기 3차전   |
| 6월 22일 화요일 | 16:00                | 루스텐버그           | A조                   | 멕시코                 | 0 - 1                 | 우루과이               |
| 6월 22일 화요일 | 16:00                | 블룸폰테인           | A조                   | 프랑스                 | 1 - 2                 | 남아프리카 공화국      |
| 6월 22일 화요일 | 20:30                | 더반                 | B조                   | 나이지리아             | 2 - 2                 | 대한민국               |
| 6월 22일 화요일 | 20:30                | 폴로콰네             | B조                   | 그리스                 | 0 - 2                 | 아르헨티나             |
| 6월 23일 수요일 | 16:00                | 포트엘리자베스       | C조                   | 슬로베니아             | 0 - 1                 | 잉글랜드               |
| 6월 23일 수요일 | 16:00                | 프리토리아           | C조                   | 미국                   | 1 - 0                 | 알제리                 |
| 6월 23일 수요일 | 20:30                | 요하네스버그 (SC)    | D조                   | 가나                   | 0 - 1                 | 독일                   |
| 6월 23일 수요일 | 20:30                | 넬스프루트           | D조                   | 오스트레일리아         | 2 - 1                 | 세르비아               |
| 6월 24일 목요일 | 16:00                | 요하네스버그 (EP)    | F조                   | 슬로바키아             | 3 - 2                 | 이탈리아               |
| 6월 24일 목요일 | 16:00                | 폴로콰네             | F조                   | 파라과이               | 0 - 0                 | 뉴질랜드               |
| 6월 24일 목요일 | 20:30                | 루스텐버그           | E조                   | 덴마크                 | 1 - 3                 | 일본                   |
| 6월 24일 목요일 | 20:30                | 케이프타운           | E조                   | 카메룬                 | 1 - 2                 | 네덜란드               |
| 6월 25일 금요일 | 16:00                | 더반                 | G조                   | 포르투갈               | 0 - 0                 | 브라질                 |
| 6월 25일 금요일 | 16:00                | 넬스프루트           | G조                   | 조선민주주의인민공화국 | 0 - 3                 | 코트디부아르           |
| 6월 25일 금요일 | 20:30                | 프리토리아           | H조                   | 칠레                   | 1 - 2                 | 스페인                 |
| 6월 25일 금요일 | 20:30                | 블룸폰테인           | H조                   | 스위스                 | 0 - 0                 | 온두라스               |
| 6월 26일 토요일 | 결선 토너먼트        | 결선 토너먼트        | 결선 토너먼트         | 결선 토너먼트          | 결선 토너먼트         | 결선 토너먼트          |
| 6월 26일 토요일 | 16:00                | 포트엘리자베스       | 16강                  | 우루과이               | 2 - 1                 | 대한민국               |
| 6월 26일 토요일 | 20:30                | 루스텐버그           | 16강                  | 미국                   | 1 - 2                 | 가나                   |
| 6월 27일 일요일 | 16:00                | 블룸폰테인           | 16강                  | 독일                   | 4 - 1                 | 잉글랜드               |
| 6월 27일 일요일 | 20:30                | 요하네스버그 (SC)    | 16강                  | 아르헨티나             | 3 - 1                 | 멕시코                 |
| 6월 28일 월요일 | 16:00                | 더반                 | 16강                  | 네덜란드               | 2 - 1                 | 슬로바키아             |
| 6월 28일 월요일 | 20:30                | 요하네스버그 (EP)    | 16강                  | 브라질                 | 3 - 0                 | 칠레                   |
| 6월 29일 화요일 | 16:00                | 프리토리아           | 16강                  | 파라과이               | 1 - 1 5 - 3 (PK)      | 일본                   |
| 6월 29일 화요일 | 20:30                | 케이프타운           | 16강                  | 스페인                 | 3 - 0                 | 포르투갈               |
| 6월 30일 수요일 | 경기 없음            | 경기 없음            | 경기 없음             | 경기 없음              | 경기 없음             | 경기 없음              |
| 7월 1일 목요일  | 경기 없음            | 경기 없음            | 경기 없음             | 경기 없음              | 경기 없음             | 경기 없음              |
| 7월 2일 금요일  | 16:00                | 포트엘리자베스       | 8강                   | 네덜란드               | 2 - 1                 | 브라질                 |
| 7월 2일 금요일  | 20:30                | 요하네스버그 (SC)    | 8강                   | 우루과이               | 1 - 1 4 - 2 (PK)      | 가나                   |
| 7월 3일 토요일  | 16:00                | 케이프타운           | 8강                   | 아르헨티나             | 0 - 4                 | 독일                   |
| 7월 3일 토요일  | 20:30                | 요하네스버그 (EP)    | 8강                   | 파라과이               | 0 - 3                 | 스페인                 |
| 7월 4일 일요일  | 경기 없음            | 경기 없음            | 경기 없음             | 경기 없음              | 경기 없음             | 경기 없음              |
| 7월 5일 월요일  | 경기 없음            | 경기 없음            | 경기 없음             | 경기 없음              | 경기 없음             | 경기 없음              |
| 7월 6일 화요일  | 20:30                | 케이프타운           | 준결승                | 우루과이               | 2 - 3                 | 네덜란드               |
| 7월 7일 수요일  | 20:30                | 더반                 | 준결승                | 독일                   | 0 - 3                 | 스페인                 |
| 7월 8일 목요일  | 경기 없음            | 경기 없음            | 경기 없음             | 경기 없음              | 경기 없음             | 경기 없음              |
| 7월 9일 금요일  | 경기 없음            | 경기 없음            | 경기 없음             | 경기 없음              | 경기 없음             | 경기 없음              |
| 7월 10일 토요일 | 20:30                | 포트엘리자베스       | 3-4위전               | 우루과이               | 2 - 3                 | 독일                   |
| 7월 11일 일요일 | 20:30                | 요하네스버그 (SC)    | 결승전                | 네덜란드               | 0 - 2                 | 스페인                 |

## 참고
1. ↑  “Grouping schedule, FIFA (PDF)” (PDF). 2020년 6월 3일에 원본 문서 (PDF)에서 보존된 문서. 2010년 6월 23일에 확인함.
2. ↑  “Match schedule, FIFA”. 2019년 5월 17일에 원본 문서에서 보존된 문서. 2010년 6월 23일에 확인함.
3. ↑  “SABC Programme Details: 2010년 FIFA World Cup: Opening Ceremony”. 2011년 7월 16일에 원본 문서에서 보존된 문서. 2010년 6월 23일에 확인함.